# Тауэр, Фрэнк
Фрэнк Тауэр по прозвищу Счастливчик (англ. Frank "Lucky" Tower) — герой городской легенды, которая рассказывает о кочегаре, последовательно пережившем катастрофы трёх лайнеров: «Титаника» в 1912 году, «Эмпресс оф Айрленд» в 1914 году и «Лузитании» 7 мая 1915 года. В действительности в экипажах этих судов не было человека по имени Фрэнк Тауэр. Тем не менее первое известное упоминание о нём отмечено в газете «Irish Independent» от 10 мая 1915 года.

## Возможные прототипы
Существует версия, что Счастливчик Тауэр является собирательным образом, объединяющим истории двух реально существовавших кочегаров — Вильяма Кларка и Фрэнка Тонера.

### Вильям Кларк
Кочегар Вильям Кларк (англ. William Clark) действительно пережил катастрофы «Титаника» и «Эмпресс оф Айрленд».

### Фрэнк Тонер
Среди выживших членов экипажа «Лузитании» был кочегар Фрэнк Тонер (англ. Frank Toner). Этого имени нет в списках экипажей «Титаника» и «Эмпресс оф Айрленд», однако в газете «Cork Examiner» (ныне «Irish Examiner») от понедельника, 10 мая 1915 года, именно он был упомянут как переживший катастрофы трёх лайнеров кочегар. Возможно, фамилия Тонера в других публикациях была искажена из-за опечатки (перевёрнутой буквы) в сообщении лондонской «Таймс» от 8 мая, где среди спасённых с «Лузитании» упоминается кочегар по фамилии англ. Touer, созвучной с англ. Tower.